# SN 2009iq
SN 2009iq – supernowa typu II-P odkryta 13 sierpnia 2009 roku w galaktyce UGC 2308. W momencie odkrycia miała maksymalną jasność 18,10m.